# Artigo 74 (Constituição da Índia)
Conforme a Constituição Indiana, seu artigo 74 discorre sobre o Conselho de Ministros do Governo da Índia, declarando que "Art. 74. Conselho de Ministros para auxilia e aconselha o Presidente". O Conselho de Ministros é composto Primeiro-Ministro da Índia, pelo Gabinete de Ministros, pelos Ministros Independentes e Ministros de Estado.
Os três ramos do governo federal indiano têm responsabilidades diferentes, mas a constituição também fornece um certo grau de interdependência. O ramo executivo consiste no presidente, vice-presidente e um Conselho de Ministros, liderado pelo primeiro-ministro. Dentro do ramo legislativo estão as duas casas do parlamento - a câmara baixa, ou Lok Sabha (Casa do Povo), e a câmara alta, ou Rajya Sabha (Conselho de Estados). O presidente da Índia também é considerado parte do parlamento. No ápice do Poder Judiciário está o Supremo Tribunal Federal, cujas decisões vinculam as instâncias superiores e inferiores dos governos estaduais.
O poder executivo efetivo cabe ao Conselho de Ministros, chefiado pelo primeiro-ministro, que é escolhido pelo partido majoritário ou coalizão no Lok Sabha (Câmara Baixa)  e é formalmente nomeado pelo presidente. O Conselho de Ministros, também formalmente nomeado pelo presidente, é selecionado pelo primeiro-ministro. O grupo mais importante dentro do conselho é o gabinete. As pastas do gabinete são atribuídas em parte com base no interesse e competência, mas também com base na lealdade demonstrada ao partido no poder ou líder do partido e na necessidade implícita de representar as principais regiões do país e grupos populacionais (por exemplo, com base na religião, idioma, casta e gênero). O primeiro-ministro e o Conselho de Ministros permanecem no poder durante todo o mandato do Lok Sabha (Câmara Baixa), a menos que percam um voto de confiança.